# Матьо Македонски
 Тази статия е за актьора.  За дееца на дебърската емиграция вижте Методий Македонски.  
Методи Николов Македонски, по-известен като Матьо Македонски, е български актьор, режисьор и театрален деец.

## Биография
Роден е в Самоков на 7 януари 1891 г. Дебютира през 1907 г. в Пътуващия театър на Шакле. Играе  Драматическия театър на Роза Попова, във Варненския градски театър (1909 – 1910), „Съвремен театър“ на Матей Икономов (1910 – 1911), Русенския градски театър (1911 – 1913).
По време на Балканските войни заедно със създадената от него театрална трупа обикаля Беломорския фронт. След това създава театрална трупа „Зора“. Работи в Русенски общински театър. През 1918 г. съставя театрална трупа в Хасково. От 1918 до 1920 година е в оперетния „Свободен театър“ на Петър Стойчев в София.
От 1921 до 1922 г. специализира в Германия актьорско майсторство и режисура.
Завръща се и участва в Свободния оперетен театър (1922 – 1924). През 1925 г. създава „Художествен театър“. Заедно с Мими Балканска създава през 1929 – 1930 г. Нов свободен театър.
Директор-режисьор е в Хасковския театър (1924 – 1925), Бургаския градски театър (1927 – 1928), Видинския градски театър (1928 – 1929). След това е директор-режисьор на Съюзния пътуващ театър, Русенския градски театър (1930 – 1933) и Софийския областен театър. (1933 – 1936).
От 1937 до 1939 г. е актьор и режисьор в Художествения оперетен театър. До 1947 г. е председател на пенсионната каса при Съюза на артистите в България. Почива на 25 август 1958 г. в София.

## Други
На Методи Македонски е наречена улица в квартал „Модерно предградие“ в София (Карта).

## Роли
Матьо Македонски играе множество роли, по-значимите са:
- Иванко – „Иванко“ на Васил Друмев
- Големанов – „Големанов“ на Ст. Л. Костов
- Рогожин – „Идиот“ на Фьодор Достоевски
- Градоначалникът – „Ревизор“ на Николай Гогол
- Едип – „Едип цар“ на Софокъл
- Фердинанд – „Коварство и любов“ на Фридрих Шилер
- Карл Моор – „Разбойници“ на Фридрих Шилер
- Отело – „Отело“ на Уилям Шекспир
- Соколов – „Под игото“ на Иван Вазов
- Македонски – „Хъшове“ на Иван Вазов
- Иван Александър – „Към пропаст“ на Иван Вазов
- Борислав – „Борислав“ на Иван Вазов
- Петоний – „Камо грядеши“ на Хенрик Сенкевич
- Кин – „Кин“ на Александър Дюма[1]

Участва във филма „Бойка“ (1947) на режисьора Димитър Минков

## Постановки
Като режисьор поставя множество постановки на сцена, по-известните са:
- „Ромео и Жулиета“ на Уилям Шекспир
- „Хамлет“ на Уилям Шекспир
- „Коварство и любов“ на Фридрих Шилер
- „Идеалният мъж“ на Оскар Уайлд
- „Без вина виновни“ на Александър Островски
- „Зидари“ на Петко Тодоров
- „Ивайло“ на Иван Вазов
- „Когато гръм удари“ на Пейо Яворов
- „Свекърва“ на Антон Страшимиров[1]

## Галерия
- Снимки на Матьо Македонски от преди 1929 г. Източник: Държавна агенция „Архиви“